# (73546) 2003 OM31
(73546) 2003 OM31 – planetoida z pasa głównego asteroid okrążająca Słońce w ciągu 3,61 lat w średniej odległości 2,35 j.a. Odkryta 30 lipca 2003 roku.